# Martin Wronsky

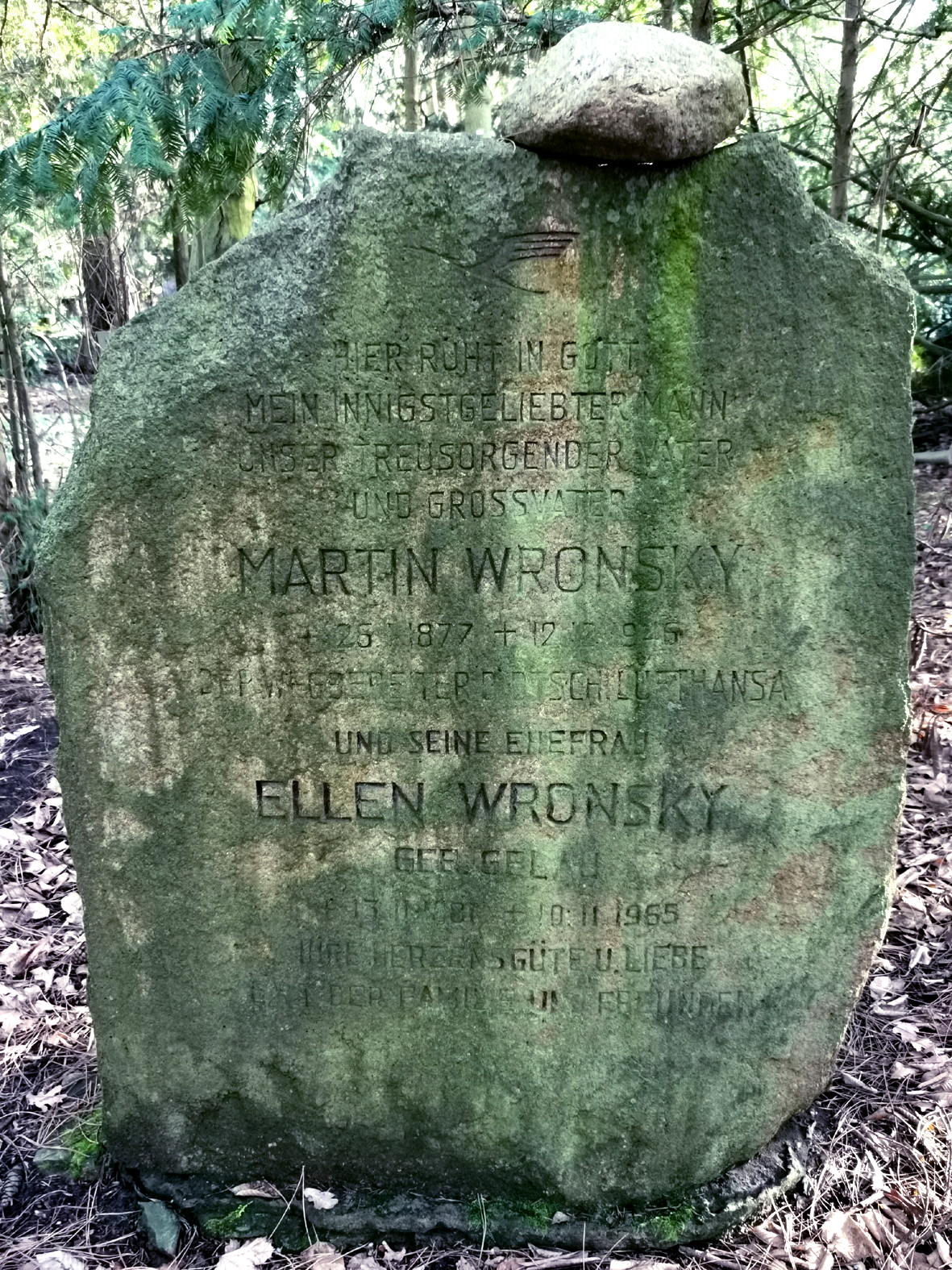
Grabstelle von Martin Wronsky auf dem Parkfriedhof Berlin-Lichterfelde

Martin Gustav Wilhelm Wronsky (* 26. Januar 1877 in Berlin; † 12. Dezember 1946 ebenda) war Major, Akteur der Deutschen Luftfahrt und Luftrüstung, sowie ein deutscher Manager der Lufthansa AG.

## Leben
Wronsky war im Ersten Weltkrieg Offizier und wurde nach dem Zusammenbruch des kaiserlichen Heeres als Major aus dem militärischen Dienst entlassen. Dieser Schritt erfolgte als gezielte Aktivität, damit er aus der zivilen Abdeckung heraus, weiter die inzwischen durch den Versailler Vertrag verbotene deutsche Luftrüstung- und Entwicklung technischer Parameter im Interesse militärischer Ziele weiter verfolgen konnte. Hier sammelte er ab 1919 als Verkehrsleiter bei der Deutschen Luft-Reederei (DLR) weitere Erfahrungen in der zivilen Luftfahrtbranche. Wronsky war einer der Initiatoren der am 28. August 1919 in Den Haag gegründeten International Air Traffic Association. 1922 wurde er stellvertretender Direktor der DLR. Wronsky saß ab 1923 im Vorstand des Deutschen Aero Lloyd. In dieser Position korrespondierte er intensiv mit dem Kreis seiner ehemaligen Fliegeroffiziere des früheren kaiserlichen Heeres und der Marine, die zum Teil im Reichsverkehrsministerium untergekommen waren. Ihr Ziel bestand vor allem darin, im Bereich der militärischen Luftfahrtentwicklung nicht den Anschluss an die internationale Entwicklung zu verlieren. Mehrere dieser früheren Militärs waren auch in der Rüstungswirtschaft, die sich größtenteils ins Ausland verlagert hatte, eingebunden.
Er gehörte 1926 zu den Gründungsdirektoren der Luft Hansa. Dabei zählte er zu der Gruppen von Akteuren, die mit diesem Schritt vorrangig militärische Zielstellungen verfolgten. Eine enge Zusammenarbeit erfolgte durch ihn mit dem im Truppenamt des Reichswehrministeriums eingestellten Diensten, die zum Teil unter Tarnnamen weitere Rüstungsentwicklungen auf dem Gebiet der zukünftigen Luftwaffe betrieben. Nach der Umbildung des Aufsichtsrates der Deutschen Luft Hansa AG Mitte 1929 kamen mehrere Reichstagsabgeordnete in das Gremium, unter anderem auch Hermann Görings und sein Vertrauter, Bruno Loerzer, den Vorsitz übernahm Wronsky. Seine beiden Stellvertreter waren, wie er selbst vordergründig auf die Forcierung der deutschen Luftwaffen-Industrie und die Nutzung der Lufthansa als Deckmantel für geheime Rüstungsprojekte ausgerichtet. Mit der Bildung des Reichsluftfahrtministeriums 1933 wechselte er nahtlos in den Entwicklungs- und Erprobungsbereich der Luftwaffe über. Geschätzt wurde dabei vor allem sein Organisationstalent und die von ihm in den 1920er Jahren gezielt betriebene Netzwerkarbeit innerhalb der deutschen Rüstungsindustrie. Zum Zeitpunkt der Neubildung des Vorstandes im Juni 1933 behielt er weiter den Vorsitz in diesem Gremium inne. Bereits mit 1933 setzte der Weg des Einbindens der Lufthansa in die Kriegsverbrechen des nationalsozialistischen Systems mit der Bereitstellung der Werkstätten, der Umstellung auf die Produktion, Instandhaltung der Bomberstaffeln sowie der Erprobung der Flugzeuge des Typs Ju 52 im eigenen Unternehmen ein.
Auf Wronsky, dessen Vater ein aus Russisch-Polen eingewanderter Jude war, soll sich der bekannte Ausspruch von Hermann Göring bezogen haben: „Wer Jude ist, bestimme ich!“ Wegen des Bekanntwerdens seiner jüdischen Herkunft musste er 1936 seinen Führungsposten im Unternehmen räumen. Er wechselte, um persönlich keine Angriffspunkte zu bieten, in den Aufsichtsrat der Luft Hansa und erhielt einen Beratervertrag. Damit fungierte er ab diesem Zeitpunkt als Sonderbeauftragter der Lufthansa, der vor allem Bemühungen der Verknüpfung mit der Luftwaffe vorantrieb. So war er hauptsächlich, auch mit Beginn des Krieges in den Erprobungs- und Technikentwicklungsbereichen der Luftwaffe, so u. a. auf dem Flughafen Berlin-Tempelhof tätig.
Unmittelbar nach dem Ende des Zweiten Weltkrieges wurde Wronsky am 9. Juni 1945 von den sowjetischen Behörden und dem Tempelhofer Bürgermeister mit der Geschäftsleitung der neugegründeten Hansa Werkstätten GmbH beauftragt. Das von den Alliierten Besatzungsmächten im Mai 1945 gegen die Lufthansa, wegen ihrer Verquickung mit der Luftwaffe und die dabei begangenen Kriegsverbrechen, verhängte Verbot jeglicher Aktivitäten wollten die noch lebenden Führungskräfte 1945 so nicht hinnehmen. Sie versuchten Wege zu finden, dieses Verbot zu unterlaufen, dabei bildete Wronsky eine Schlüsselfunktion. Von den früheren Führungskräften waren die meisten in diese Machenschaften persönlich verwickelt. Der einzige unter ihnen, dem „offiziell“ dieser Makel nicht anhing, weil er 1936 in Deckung gegangen war und nun mit seiner jüdischen Herkunft ein mögliches Vorzeigebild bot, wurde nun ins Rennen geschickt, um bei den Besatzungsmächten ein „positives Bild“ zu zeichnen. Im September 1945 beauftragten die sowjetischen Behörden ihn mit der kommissarischen Leitung der Deutsche Lufthansa AG, die aber nur noch auf dem Papier existierte. Nach dem Wechsel der Kontrollhoheit Tempelhofs im Februar 1946 beschlagnahmten die Amerikaner das Vermögen der Hansa Werkstätten GmbH. Wronsky selbst gab im Juli 1946 einen schriftlichen Bericht über die „friedensstiftende Tätigkeit“ der Lufthansa ab, der dem Zweck diente „die Militärbehörden gnädig zu stimmen“. Dabei musste er hier eingestehen, dass vom Unternehmen Kriegsgefangene und Zwangsarbeiter eingesetzt wurden. Durch die Beschäftigung mit diesem Bericht entdeckten die Amerikaner kurz darauf, dass Wronsky Mitglied der NSDAP war. Diesen Fakt hatte er bei früheren Dokumentationen und Befragungen verschwiegen.
Fast zeitgleich erhielt Wronsky eine Aufforderung, bei den Nürnberger Prozessen als Zeuge zu erscheinen. Dabei ging es vor allem um mögliche Aussagen zu den tatsächlichen Wegen der Luftwaffe und der Lufthansa in den Krieg sowie die damit befassten Personen. Kurz vor Beginn des Milch-Prozesses gegen seinen langjährigen Weggefährten und engen Vertrauten Erhard Milch beging Wronsky am 12. Dezember 1946 Suizid. Nur zwei Monate vor ihm hatte sich auch sein langjähriger Vorgesetzter Hermann Göring durch Suizid in der Haftanstalt der Vollstreckung seines Todesurteils entzogen.
Wronsky war bis zu seinem Tod mit Ellen Wronsky (1881–1965) verheiratet.

## Publikationen
- Eine Million Flugkilometer. Ein Rückblick und ein Ausblick. Nach der Denkschrift der Deutschen Luftreederei, in: Der Luftweg Heft 4, Jahrgang 1920, S- 6ff.
- Deutscher Luftverkehr, in: Jahrbuch der Wissenschaftlichen Gesellschaft für Luftverkehr 1927, S. 47ff.
- Deutsche Luftpolitik, Union Verlag Berlin 1927.
- Air Traffic in Germany, in: Journal of the Royal Aeronautical Society, Nr. 31, Jahrgang 1927, S. 690ff.
- Deutscher Luftverkehr, in: Bernhard Harms  (Hrsg.) Strukturwandlungen der Deutschen Volkswirtschaft, Band 2, Berlin 1929, S. 269ff.
- Deutsche Handelsluftfahrt: Vortrag, Mittler Verlag Berlin, 1930.
- German Commercial Air Transport, in: Journal of the Royal Aeronautical Society, Heft Nr. 34, Jahrgang 1930, S. 849.